# میکائیل بودگاس
میکائیل بودگاس (فرانسوی: Michaël Bodegas‎؛ زادهٔ ۳ مهٔ ۱۹۸۷) بازیکن واترپلو اهل فرانسه است.
وی در مسابقات کشوری و بین‌المللی در مجموع برندهٔ ۱ مدال برنز شده‌است.